# 国民とはなにか

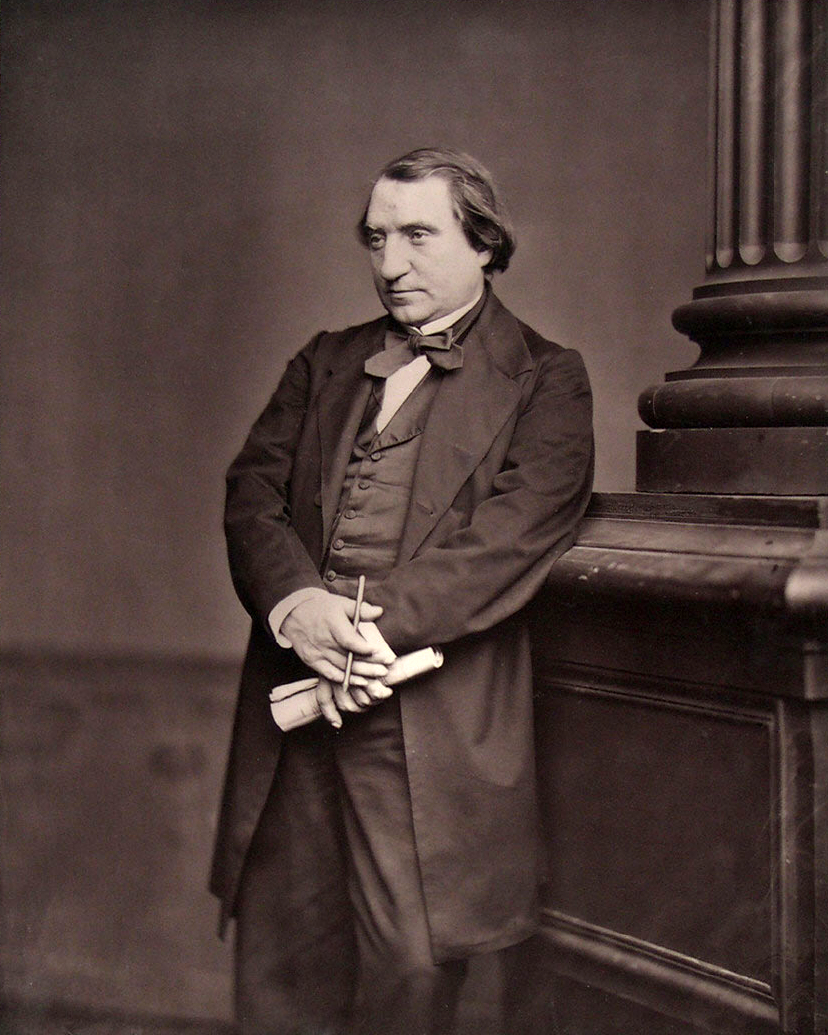
エルネスト・ルナンの肖像写真

『国民とはなにか』(英語: What Is a Nation?、フランス語: Qu'est-ce qu'une nation ?)は、フランスの歴史家エルネスト・ルナン（1823年 - 1892年）が1882年にソルボンヌ大学で行った講義であり、国民は「日々の国民(人民)投票」であり、国民は記憶するものと同じくらい、共同で忘れるものに基づいているという発言で知られている。
この講義は、ナショナリズムや国民的アイデンティティに関する歴史書や政治学の著作で頻繁に引用または選集に収録されている。この講義は、国家の契約主義的な理解を例示している。

## ルナンの時代の国民性
レナンは、このエッセイの冒頭で、国家(nationalhood)という概念と人種や言語のグループ分けという概念がしばしば混同されていること、そして、この混同が「最も重大な誤り」を生む可能性があると述べている。
彼は、検死解剖のような検査を「完全に冷徹かつ公平なやり方で」実施することを約束している。
彼は、1882年の執筆時点で存在していたフランス、ドイツ、イギリス、ロシアなどの国家は、今後何百年も存在し続けるだろう、そして、それらの国を支配しようとするいかなる国家も、他の国々の連合によってすぐに自国の国境まで押し戻されるだろう、と主張する。「新しいローマ帝国やカール大帝の帝国の樹立は不可能になった。」
ルナンは、国家は「集団的アイデンティティ」を求めるさまざまな社会集団から成る人々の共通のニーズから発展したと信じている。彼は、誤解や社会的に確立された差異からの自由な、人間性の純粋なアイデンティティの回復と人間に関する18世紀の成果に称賛を贈る。
ルナンは、人種が人々の統一の基盤であるという理論を否定している。フランス革命とナポレオンの統治の間、フランスは民族的に非常に多様であったが、それでもナショナリズムの舞台を整えることに成功したことに留意することが重要である。ルナンはまた、言語も宗教も連帯の基盤にはならないと主張している。なぜなら、言語は「人々を団結させるよう促すが、そうすることを強制するものではない」し、「宗教は個人的な問題になっている」からである。たとえば、米国と英国はどちらも英語を話すが、単一の統一国家を構成しておらず、国々はもはや宗教が互いに対立し、人々にどちらか一方を選ばせるという概念に基づいて運営されていないからである。
ルナンは、ヨーロッパの国家形成の独特な要素は、人種、出自、宗教の混合であり、征服者はしばしば征服した人々の宗教や習慣を取り入れ、その女性と結婚したと信じていた。たとえば、「一世代か 二世代の終わりには、ノルマン人の侵略者は残りの住民と区別がつかなくなった。」それでも、彼らは大きな影響力を持ち、「軍人としての気高さ、愛国心」をもたらしたが、これは以前のイギリスには存在しなかった。

## 忘却
ルナンはその後、このエッセイの中で最も有名で永続的な見解の一つを述べている。「忘却、そして歴史的誤りさえも、国家の創造には不可欠である。」歴史研究は、望ましくない真実を明らかにすることで、国家を危険にさらす可能性さえある。すべての国家は、後世の最も慈悲深い実践でさえ、暴力行為の上に成り立っており、それは後に忘れ去られる。「統一は常に残忍さによって達成される。フランスの北部と南部の統合は、ほぼ1世紀にわたる絶滅と恐怖(terror)の結果であった」人々は苦しみの記憶によって団結する、なぜなら悲しみを和らげるには団結の基盤となる「共通の努力」が必要だからである。コミュニティのメンバーは、逆境の中で生き延びることができたとき、何か偉大なことを成し遂げたように感じる。
ルナンは、トルコやボヘミアのように、厳格な階層化が行われている国、あるいは異なるコミュニティが互いに対立し、異なるグループの同質化が起こらず、国家としての失敗に終わった国の例を挙げる。これは、このエッセイで最も頻繁に引用される発言の 1 つにつながることになる。

## 国家の基盤と誤解されているもの
ルナンは、一般的に国家の基礎となると考えられている要素を提示し、それを批判していく。彼はまず人種から始めるが、フランスのような国では人種は当てはまらない。なぜなら「ケルト人、イベリア人、ドイツ人...最も高貴な国、イギリス、フランス、イタリアは、血が最も混じっている国である」からである。
次に彼は言語を国家の統一の基礎として批判する。なぜなら言語は「我々を団結させるよう誘うが、強制するものではない」からである。スイスなど多くの国では、さまざまな言語を話す人々が暮らしているが、共通言語を共有している国の多くは、それでもなお別個のものである。また、現代の国家は宗教に基づいているわけでもない。ルナンは、宗教は現在、個人の信仰に従って営まれていると指摘する。「フランス人、イギリス人、ドイツ人でありながら、カトリック教徒、プロテスタント、ユダヤ教徒、または無宗教である可能性がある。」地理と相互利益も同様に国家を定義することができない。国家はしばしば、社会的または地理的に非常に大きな境界によって隔てられているためである。「山々は国を切り開く方法を知らない。」これらの共通点は国家を定義するには不十分であると結論付け、ルナンは国家を彼自身の言葉で表現するに至った。

## 「精神的な原理」
ルナンは次のように結論づける。
したがって、国家の統一は過去の栄光に対する共通の記憶と将来の達成に対する共通の野心の上に成り立っている。

## 継続的な同意
国家としての非常に重要な要素は、国家の一部であり続けたいという願望だとルナンは言いう。ルナンのよく引用される二番目の言葉は、次のものである。
このことから、ルナンは「国家は、国民の意思に反して他の地域を併合したり保持したりすることに真の利益を持つことはない」という結論に至った。言い換えれば、離脱を望む州や県などの地域は、離脱を認められるべきである。「国境について疑問が生じた場合は、紛争地域の住民に相談しなくてはならない。住民には、その問題について意見を述べる権利がある。」
ルナンは、国家は永遠の概念ではなく、時とともに変化すると結論づけている。「ヨーロッパの連邦が今日の国家に取って代わるだろう。」しかし、現時点では、個々の国家の存在は自由を保証する役割を果たしているが、全世界が一つの法律と一人の主人の下に従えば、その自由は失われるだろう。「それぞれが人類の大コンサートに一つの音色をもたらす...」
ルナンは、意志（選択、意志）によって建国された国家の代表例として スイスを挙げている。
ルナンの議論は、ドイツ語の「Willensnation（意志による国家）」という言葉に要約され、 民族の境界ではなく選択による連邦国家としてのスイス の地位を説明するために使われた。 この言葉は第一次世界大戦後にスイスの政治モデル を説明するために人気を博し、現在も使われている。

## 遺産と批判
政治史家カール・ドイッチュは、ルナンの言葉と誤って言われることもある引用文の中で、国家とは「過去についての誤った見解と隣人に対する憎しみによって結束した人々の集団」であると述べた。
ベネディクト・アンダーソンの1983年の著書『想像の共同体』では、国家は「想像上の政治共同体」であると述べており、フランス国民はサン・バルテルミの虐殺を忘れているに違いないと言いながら、それが何なのかを説明していないルナンは矛盾している、と主張している。言い換えれば、ルナンは読者全員が、彼が忘れていると言う虐殺そのものを覚えているだろうと想定しているというのだ。アンダーソンはまた、ルナンの時代の多くのフランス国民がこれらの虐殺について知っていた理由は、彼らが公立学校でそれらについて学んだからだと指摘している。つまり、国家自体が、国民のアイデンティティのために忘れる必要があった知識を保存していたのである。
プリンストン大学の政治理論家マウリツィオ・ヴィロリは1995年に出版した著書『愛国心：愛国心とナショナリズムに関するエッセイ』(For Love of Country: An Essay on Patriotism and Nationalism)の中で、人種、宗教、地理ではなく「精神的原理」に焦点を当てている点から、ルナンのエッセイを「国家の意味に関する19世紀後半の最も影響力のある解釈」と呼んだ。
他の人達、たとえばホセ・アスルメンディのような人たちは、国家の基盤を人種、地理、歴史などに基づくとする考え方への反論など実際には存在しないと考えている。彼は、ルナンは知的背景を維持しているが、微妙であり、つまり彼が『国民とは何か』で明示的に使用した議論は彼の考えと一致していないのではないか主張するのである。「日々の国民投票」の概念はすこぶる曖昧である。アスルメンディはまた、その定義は日和見主義的な理想化であり、普仏戦争とアルザス・ロレーヌ地方をめぐる紛争の文脈でこそ解釈されるべきであると主張する。

## テキスト
- Qu’est-ce qu’une nation ?(1882).[15]
  - 『国民とは何か』鵜飼哲ほか訳、インスクリプト、1997年10月。ISBN 4900997013。[16]
  - 『国民とは何か』長谷川一年訳、講談社学術文庫、2022年4月。ISBN 406-5278570

## 読書案内
- Joxe Azurmendi: "VII: Zer da nazioa?" In Historia ,arraza, nazioa(歴史、人種、国民). Donostia: Elkar, 2014; pp. 355–444. ISBN 978-84-9027-297-8